# Wąwał (województwo łódzkie)
Wąwał – wieś w Polsce położona w województwie łódzkim, w powiecie tomaszowskim, w gminie Tomaszów Mazowiecki.
We wsi Wąwał znajduje się ponor krasowy rzeki Ginącej. Na południowym skraju wsi znajduje się tzw. Przepaść – miejsce, w którym wody okresowo płynącej tu rzeki giną pod ziemią w szczelinach wapieni jurajskich, tworząc poziom wodonośny zasilający Niebieskie Źródła.

## Historia
Najstarsza wzmianka historyczna o wsi Wąwał pochodzi z 1443 r. W posiadaniu Jakuba Zacharskiego herbu Prus II Wilczekosy. Pierwotnie wieś tę zwano „Wąwel” – słowem tym bowiem określano niegdyś wzgórze otoczone bagniskami.
Rejestr poborowy powiatu opoczyńskiego z 1508 r. odnotowuje tę wieś jako „Wawol”, podobnie jak dokumenty z 1577 r., kiedy wieś stanowiła własność Dąbrowskich. W końcu XIX w. istniał tu folwark.
W latach 1975–1998 miejscowość należała administracyjnie do województwa piotrkowskiego.